# София и Ирина Египетские
Святые София и Ирина Египетские — христианские мученицы III века, усечены мечом при императоре Аврелиане около 270—272 гг.

## Память
Память в Православной церкви совершается 1 октября (18 сентября по юлианскому календарю) (на следующий день после Веры, Надежды, Любви и их матери Софии).

### В народной культуре
Приметы на этот день в большинстве связаны с празднованием памяти святой Ирины Египетской:
- Арина осенняя. Отлёт журавлей.
- Ирина (Арина) — журавлиный лёт.
- «Три Арины в году живёт: Арина — разрой берега (16/29 апреля), Арина — рассадница (5/18 мая) да Арина — журавлиный лёт (осенняя)».
- «На Арину отсталый журавль за тёплое море тянет».
- Дети и взрослые, заметив издали журавлей, кричат: «Колесом дорога! Колесом дорога!». Они уверены, что этот крик отвращает их от полёта за тёплые моря, а вместе — возвращает и зиму назад; старались этим средством отдалить зиму. В это время бывает первое зазимье.
- Если на Арину журавли полетят, на Покров (1/14 октября) надо ждать первого мороза, а если их не видно, то до Артемьева дня (2 ноября) слякоть простоит и зима, соответственно наступит позднее[2].
- Арина-шиповница: на Арину собирают плоды шиповника, сушат их[2][3].
- Арина — истопница овинная[2].